# Jan Hanasz
Jan Bolesław Hanasz (ur. 29 lipca 1934 w Toruniu, zm. 18 października 2020) – polski astronom, absolwent Uniwersytetu Mikołaja Kopernika w Toruniu. Pracownik Centrum Badań Kosmicznych PAN w Toruniu. Członek polskich i zagranicznych organizacji astronomicznych. Były pracownik Zakładu Astronomii Polskiej Akademii Nauk (PAN) i kierownik Pracowni Astrofizyki. Opozycjonista w czasach PRL.

## Życiorys
Studiował astronomię na Uniwersytecie Mikołaja Kopernika w Toruniu. Po ukończeniu studiów w 1955 roku podjął pracę w Zakładzie Astronomii PAN w Toruniu, który od 1976 roku nosi nazwę Centrum Astronomiczne im. Mikołaja Kopernika PAN, gdzie pracował do 1994 roku. W latach 1981–1985 był kierownikiem pracowni astrofizyki. W 1994 roku podjął pracę w Centrum Badań Kosmicznych PAN w Toruniu. Habilitował się w 1981 roku. Tytuł profesora otrzymał w 2007 roku.
W latach 80. był działaczem podziemnej „Solidarności”, m.in. w latach 1982–1984 kierował Regionalną Komisją Wykonawczą NSZZ „Solidarność” w Toruniu. Był jednym z organizatorów podziemnego pisma Toruński Informator Solidarności oraz podziemnego radia w Toruniu (razem z Jerzym Wieczorkiem, Jerzym Jeśmianowiczem i Zygmuntem Turło) oraz Telewizji Solidarność (razem z Zygmuntem Turło i Eugeniuszem Pazderskim – konstruktorami aparatury potrzebnej do przeprowadzenia akcji). We wrześniu 1985 roku aresztowany, skazany w styczniu 1986 roku na 1 rok pozbawienia wolności w zawieszeniu na 3 lata.
Członek kapituły Fundacji Polcul. W 2009 roku za wybitne zasługi w działalności na rzecz przemian demokratycznych w Polsce, za osiągnięcia w podejmowanej z pożytkiem dla kraju pracy zawodowej i społecznej został odznaczony Krzyżem Komandorskim Orderu Odrodzenia Polski. W 2017 roku otrzymał Krzyż Wolności i Solidarności.